# 고히나타 가즈키
고히나타 가즈키(小日向一輝, 1995년 4월 4일 ~ )는 평영을 주종목으로 하는 일본의 수영 선수이다. 2014년 인천 아시안 게임 남자 평영 200m 결승 경기에서 은메달을 획득했다.